# 柔毛钻地风
柔毛钻地风（学名：Schizophragma molle）为虎耳草科钻地风属下的一个种。

## 扩展阅读
維基物種上的相關：柔毛钻地风